# Diario Oficial de la Unión Europea
El Diario Oficial de la Unión Europea (DOUE) —anteriormente Diario Oficial de las Comunidades Europeas (DOCE)— es el boletín oficial donde las instituciones de la Unión publican las acciones y decisiones diarias, y los actos legislativos aprobados. La entidad encargada de su publicación es la Oficina de Publicaciones, situada en Luxemburgo. 
Se trata de la única publicación que aparece todos los días laborables en las 24 lenguas oficiales de la Unión Europea. Se compone de dos series conexas (la serie L para la legislación europea y la serie C para las comunicaciones e informaciones) y un suplemento (la serie S para los concursos y contratos públicos).
Una vez un acto legislativo de la Unión ha sido válidamente adoptado por las instituciones competentes para su aprobación, deberá procederse a su inmediata publicación en el DOUE, entrando en vigor en la fecha por ellos señalada o, en su ausencia, a los veinte días de su publicación. En ningún caso podrá someterse su entrada en vigor ni limitarse la aplicación de sus efectos por razón de su no publicación en los boletines oficiales nacionales; no solo la publicación en el DOUE bastará para que surtan plenos y completos efectos (en sus términos y de acuerdo con su naturaleza), sino que no será procedente en caso alguno su publicación oficial a nivel nacional. A estos efectos, el DOUE opera como un verdadero boletín oficial.